# Po bitwie pod Grunwaldem (obraz)
Po bitwie pod Grunwaldem (czes. Po bitvě u Grunwaldu) – obraz olejny namalowany przez czeskiego malarza i grafika Alfonsa Muchę w 1924. Dzieło jest częścią Epopei słowiańskiej – cyklu dwudziestu obrazów Muchy z lat 1910–1928, przedstawiających mitologię i historię Czech oraz innych ludów słowiańskich. Obraz znajdujący się w zbiorach Galerii Narodowej w Pradze eksponowany jest w Pałacu wystaw.

## Opis
Alfons Mucha pokazał nie sam moment bitwy pod Grunwaldem, ale pobojowisko w czasie liczenia strat. Zatroskany król Władysław II Jagiełło w rzymskiej kolczudze i hełmie stoi na pagórku i ogląda zwłoki zabitych zakrywając twarz lewą dłonią. Po prawej u podnóża pagórka z krzyżem na piersi leży martwy wielki mistrz zakonu krzyżackiego Ulrich von Jungingen. Za królem po prawej w zbroi i szerokim hełmie stoi Jan Sokol z Lamberka a po lewej od niego Jan Žižka.
Obraz Muchy to wizja pacyfistyczna pokazująca pożogę, śmierć i zniszczenie.